# Espineta dorsiverda
L'espineta dorsiverda (Gerygone chloronota) és un ocell de la família dels acantízids (Acanthizidae).

## Hàbitat i distribució
Habita boscos, clars i matolls a les illes Aru i a Waigeo, Salawati i Batanta (illes Raja Ampat a Nova Guinea. Costa nord-occidental d'Austràlia al nord d'Austràlia Occidental, cap a l'oest fins al nord del Territori del Nord.